# Губандру
Губандру (рум. Gubandru) — село у повіті Олт в Румунії. Входить до складу комуни Балдовінешть.
Село розташоване на відстані 165 км на захід від Бухареста, 27 км на захід від Слатіни, 17 км на північний схід від Крайови.

## Населення
За даними перепису населення 2002 року у селі проживали 149 осіб, усі — румуни. Усі жителі села рідною мовою назвали румунську.